# 안양시 을
안양시 을은 대한민국의 옛 국회의원 선거구이다. 당시 경기도 안양시의 일부 지역을 관할했다.

## 역사
대한민국 제13대 국회의원 선거를 앞두고 안양시·광명시·시흥군·옹진군 선거구에서 분리되면서 신설되었다.
1992년, 안양시에 구제가 실시되면서 만안구와 동안구가 설치되었다. 이에 만안구로 편입된 안양7동과 안양8동은 안양시 만안구 선거로 편입되었으며 나머지 동안구로 편입된 지역은 안양시 동안구 갑, 안양시 동안구 을 선거구를 이루게 됨에 따라 폐지되었다.

## 역대 국회의원
| 선거   | 정당 | 정당       | 의원   |
| ------ | ---- | ---------- | ------ |
| 1988년 |      | 통일민주당 | 신하철 |
| 1992년 |      | 민주당     | 이석현 |

## 역대 선거 결과

### 대한민국 제13대 국회의원 선거
|  | 24.93% |

|  | 21.76% |

|  | 18.93% |

|  | 17.19% |

|  | 14.58% |

|  | 1.34% |

|  | 1.24% |

### 대한민국 제14대 국회의원 선거
|  | 36.74% |

|  | 32.01% |

|  | 26.84% |

|  | 2.84% |

|  | 1.54% |